# Gestaltterapi
Gestaltterapi er en form for psykoterapi, der blev udviklet af Fritz Perls, Laura Perls og Paul Goodman i 1940'erne og 1950'erne. Navnet "gestalt" kommer fra det tyske ord, der betyder "helhed" eller "form". Gestaltterapi fokuserer på at hjælpe individer med at blive mere bevidste om deres nuværende oplevelser og forståelse af helheden af deres liv. 
Gestaltterapi har fundet anvendelse i en række områder, herunder individuel terapi, gruppebehandling, parterapi og organisationsudvikling. Gestaltterapi er velegnet til dem, der ønsker at udforske og forstå dybere eksistentielle spørgsmål. Gestaltterapi kan også anvendes i parterapi eller familieterapi for at hjælpe med at forbedre kommunikation, forståelse og forholdet mellem mennesker. Hvis en person foretrækker en mere struktureret og målrettet tilgang, eller ønsker konkrete redskaber til problemløsning, kan andre terapiformer som kognitiv adfærdsterapi være mere passende. 

## Grundlag
Gestaltterapi er dybt påvirket af eksistentiel filosofi, især idéerne om frihed, ansvar, valg og meningen med livet. Dette perspektiv fokuserer på individets oplevelse af eksistensen og opmuntrer til at udforske meningen med ens liv og de valg, man står over for. 
Gestaltterapi trækker også på fænomenologien, en filosofisk tilgang, der betoner direkte observation og beskrivelse af fænomener som de opfattes af individet. Terapeuten opfordrer klienten til at være opmærksom på deres aktuelle oplevelser, tanker og følelser uden at analysere eller fortolke dem på forhånd.
Gestaltterapiens hovedtese er, at mennesket er dynamisk foranderligt og altid ansvarlig for sit liv. Det er et selvregulerende væsen, der ved hjælp af sin medfødte evne til opmærksomhed over for sine behov og over for sine vilkår, er skabt til at overleve og folde sig ud i gensidig og meningsfuld kontakt med sine omgivelser. Denne gensidighed påvirker og forandrer både mennesket og omgivelserne uafbrudt, og derfor er også personlighedsdannelsen en proces der foregår hele tiden.
Menneskelivet er en proces over tid, hvilket betyder, at forandring er et vilkår, og at evnen til tilpasning til indre og ydre forandringer er en forudsætning for psykisk og fysisk sundhed. Hvis mennesket af en eller anden grund ikke kan opretholde en gensidig og dynamisk kontakt mellem sig selv og sine omgivelser, bliver tilpasning til de stadige forandringer forhindret. Dette kontaktbrud kan føre til eksistentielle og psykiske problemer eller til psykisk sygdom.

## Vigtige repræsentanter
Gestaltterapi blev udviklet af en gruppe psykoterapeuter i 1940'erne og 1950'erne, og nogle af de centrale personer, der har bidraget til udviklingen og udbredelsen af gestaltterapi, inkluderer:

### Fritz Perls (1893-1970)
Fritz Perls regnes, sammen med sin kone Laura Perls, som en af grundlæggerne af gestaltterapi. Han udviklede terapiformen og integrerede principper fra eksistentiel filosofi, fænomenologi og gestaltteori i sin praksis.

### Laura Perls (1905-1990)
Laura Perls var en psykoterapeut og medgrundlægger af gestaltterapi sammen med hendes mand Fritz. Hun var aktivt involveret i udviklingen af gestaltterapeutiske metoder og bidrog til at udvide gestaltterapiens anvendelsesområder.

### Paul Goodman (1911-1972)
Paul Goodman, en amerikansk forfatter og socialkritiker, spillede også en rolle i udviklingen af gestaltterapi. Han arbejdede sammen med Fritz Perls og Laura Perls og bidrog til teoriens udvikling.

## I Danmark
Gestaltterapi har haft en vis indflydelse i Danmark som en terapeutisk tilgang. I løbet af de seneste årtier er der blevet etableret gestaltterapeutiske organisationer og uddannelsesinstitutioner i landet, og der er terapeuter, der praktiserer gestaltterapi. Gestaltterapeuter i Danmark arbejder med en række klienter og anvender metoder og principper fra gestaltterapien i deres praksis.
En tildigt repræsentant var Walter Kempler, der udgav en bog om emnet i 1975. Kempler havde en vigtigt betydning for udbredelsen af oplevelsesorienteret terapi i Danmark. Kempler stammede fra USA og grundlagde Kempler Instituttet i 1975, som arbejder med familieterapi. 
En senere vigtig repræsentant har været Hanne Hostrup, der er uddannet psykolog fra Københavns Universitet 1978 med med Licentiatgrad fra 1983, samt videreuddannelse som gestaltterapeut i USA 1984. Hostrup har blandt andet skrevet en bog om gestaltterapi, der udkom i 2009.